# Ove Skog
Jan Ove Gunnar Skog, född 7 juli 1944, död 25 juni 2018 i Hölö, var en svensk tatuerare med yrkesnamnet Doc Forest.

## Biografi
Ove Skog hade som ung intresse för teckning och när han blev sjöman vid 16 års ålder 1961 inspirerades han av tatuerade kollegor och besök i hamnarnas tatueringsstudior att bli tatuerare. Han lärde sig att tatuera bland annat genom att själv låta sig tatueras, hans första tatuering var ett hjärta mellan tummen och pekfingret, men besökte även tatuerarna i studiesyfte. Han funderade på att bli konstnär när han slutade som sjöman, men år 1972 startade han sin tatueringsstudio i Aspudden i Stockholm och blev Sveriges första professionella tatuerare. Yrkesnamnet tog han från en amerikansk tatuerare som kallade sig Doc. Dessutom var tatuerare duktiga på sårvård och hjälpte ofta till med omplåstring på sjön. Tillnamnet Forest är en översättning av efternamnet Skog.
Ove Skog ville göra tatuerarkonsten seriös och skaffade tillstånd från Miljö- och Hälsoskyddsnämnden trots att de inte var intresserade. Han reglerade sin egen verksamhet bland annat genom att inte tatuera någon yngre än 18 år och att inte tatuera onyktra personer, händer eller ansikte samt att autoklavera nålarna mellan varje kund. Han uppmärksammades med en utställning på Kulturhuset i Stockholm 1978. På 1980-talet började han hjälpa till med bröstrekonstruktioner hos cancerpatienter på Karolinska Institutet genom att tatuera en ny vårtgård och han föreläste och utbildade vårdpersonal i tatueringshantverket samt konstruerade tatueringsmaskinerna till vårdgivarna.
Sommaren 2016 var Ove Skog en av värdarna i radioprogrammet Sommar i P1.